# Языки Франции
Во Франции используется множество языков. При этом французский язык является наиболее распространённым и единственным официальным языком. Другие языки Франции делятся на региональные языки и языки иммигрантов.

## Статус
Официальным языком Французской Республики является французский (согласно статье 2 французской конституции), и правительство обязано по закону использовать преимущественно французский язык. Кроме того, правительство требует, чтобы коммерческие объявления и реклама были доступны на французском языке (хотя не запрещает использование наряду с ним и других языков), однако не требует использования французского языка в некоммерческих публикациях.
В докладе, написанном для правительства Бернаром Черквилини в 1999 году, перечислены 75 языков, которые могут рассчитывать на официальное признание в случае ратификации Европейской хартии региональных языков или языков меньшинств. Из них 24 являются языками коренного населения европейской части Франции, а остальные — языки иммигрантов.
Хотя ратификация была заблокирована Конституционным судом Франции, как противоречащая конституционно закреплённому статусу французского языка, правительство признаёт региональные языки и языки меньшинств в ограниченной мере (без предоставления им официального статуса). Кроме того, Главное управление французского языка (Délégation générale à la langue française) было переименовано в Главное управление французского языка и языков Франции (Délégation générale à la langue française et aux langues de France), и в его функции было включено также наблюдение за статусом и изучение языков Франции. Так, понятие «языки Франции» (langues de France) получило признание и стало использоваться в администрации, хотя ни один из них до сих пор не получил какого-либо официального статуса.
Некоторые из региональных языков называются «патуа» (фр. patois примерно означает «диалект, жаргон»), однако это название считается уничижительным. Патуа обычно называют идиомы, которые практически не имеют письменной традиции, синтаксически неразвиты или используются социальными «низами». Франкоцентричное восприятие, например, не принимает в расчёт то, что письменность на окситанском языке появилась раньше, чем на собственно французском, и литература на нём существует в течение тысячелетия и, кроме прочего, представлена нобелевским лауреатом (Фредерик Мистраль, 1904).

## Образование
В апреле 2001 года министр образования Франции Жак Ланг официально признал, что региональные языки во Франции в течение более чем двух столетий находились в угнетённом положении, и заявил, что во французских школах разрешается двуязычное обучение. Однако эта мера встретила как сторонников, так и противников.

## Статистика
Во время проведения переписи населения 1999 года, французский Национальный институт статистики и экономических исследований выборочно опросил 380000 взрослых жителей европейской части Франции об их семейном положении. Один из вопросов был о том, на каком языке говорили с опрошенными родители до того, как им исполнилось 5 лет. Это было первое серьёзное исследование численности носителей разных языков во Франции. Результаты были опубликованы в Enquête familiale, Insee, 1999 (см. таблицу).
| Место | Язык | Родной язык (в тыс. взрослых)                                                               | Процент взрослого населения                                                                             |
| ----- | --- | ------------------------------------------------------------------------------------------- | --- |
| 1     | Французский | 39 360                                                                                      | 86 % |
| 2     | Немецкий и немецкие диалекты (эльзасский диалект, лотарингский франконский, etc.)                                                                                                  | 970 (из которых эльзасский: 660; литературный немецкий: 210; лотарингский франконский: 100) | 2,12 % (из которых эльзасский: 1,44 %; литературный немецкий: 0,46 %; лотарингский франконский: 0,22 %) |
| 3     | Арабский (особенно магрибский диалект) | 940                                                                                         | 2,05 %                                                                                                  |
| 4     | Окситанский (лангедокский, гасконский, провансальский и другие.) | 610 (еще 1060 были в некоторой степени знакомы с языком)                                    | 1,33 % (еще 2,32 % в некоторой степени знакомы)                                                         |
| 5     | Португальский | 580                                                                                         | 1,27 %                                                                                                  |
| 6     | Языки ойль (пикардский, галло, пуатвен-сентонжонский и другие.) | 570 (около 850 в некоторой степени знакомы)                                                 | 1,25 % (около 1,86 % в некоторой степени знакомы, см. примечания)                                       |
| 7     | Итальянский (а также диалекты) | 540                                                                                         | 1,19 %                                                                                                  |
| 8     | Испанский | 485                                                                                         | 1,06 %                                                                                                  |
| 9     | Бретонский | 280 (около 405 в некоторой степени знакомы)                                                 | 0,61 % (около 0,87 % в некоторой степени знакомы, см. примечания)                                       |
| 10    | Около 400 других языков (польский, берберские языки, восточно-азиатские языки, каталанский, франко-провансальский, корсиканский, баскский и прочие), а также те, кто не дал ответа | 2350 (из которых английский: 115)                                                           | 5,12 % (из которых английский: 0,25 % всего взрослого населения)                                        |
|       | Всего | 45 762 (46 680, включая тех, у кого два родных языка, т. е. учтённые дважды)                | 102 % (2 % населения, имеющие два родных языка (включая французский), учтены дважды)                    |